# Саграда фамилија
Саграда фамилија (каталонски/шпански: La Sagrada Família) или Света породица је црква у изградњи које се налази у Барселони, Каталонија, Шпанија, ремек-дело Антонија Гаудија.
Саграда фамилија је римокатоличка базилика направљена у готском стилу. Цркву је почео да гради архитекта Франсеск де Паула дел Виљар (Francesc de Paula del Villar), да би 1882. године пројекат преузео и у потпуности променио Гауди. У то време локација на којој је почела изградња била је 1,5 km удаљена од Барселоне.
Гауди је на пројекту радио 40 година, од тога последњих 15 је радио искључиво на том пројекту.
Гауди је преминуо 1926. године, а на цркви је рад настављен до данашњих дана. По садашњим предвиђањима требало би да буде завршена до 2028. године. Већина Гаудијевих скица и пројеката цркве била је уништена за време Шпанског грађанског рата.
Саграда фамилија је увршћена на Унескову листу Светске баштине.
Према шпанским новинама, Саграда Фамилија је са 2,26 милиона посетилаца у 2004. години најпосећенија туристичка атракција у Шпанији испред мадридског музеја Прада и гранадинске Алхамбре, краљевске маварске палате.
Године 2010. завршена је унутрашњост цркве, након чега је 7. новембра исте године папа Бенедикт XVI посветио ову богомољу, прогласивши је мањом базиликом (basilica minor).

## Историја

### Позадина
Базилика Саграда Фамилије била је инспирација продавача књига, Јозефа Мариа Бокабела, оснивача Духовног удружења посвећеног св. Јосипу (шп. Asociación Espiritual de Devotos de San José). Након што је посетио Ватикан 1872. године, Бокабела се вратио из Италије са намером да сагради цркву инспирисану базиликом у Лорету. Израда апсиде крипте, финансирана донацијама, почела је 19. марта 1882. године, за време фестивала св. Јосипа, према нацрту архитекте Франциска де Паула дел Вилара, чији је план био оживљавање готичке цркве у стандардном облику. Апсида је завршена пре Виларове оставке 18. марта 1883. године, када је Гауди преузео одговорност за дизајн, који је радикално променио. Антони Гауди почео је да ради на цркви 1883. године, али није именован за архитектонског директора до 1884. године.

### Конструкција
На тему изузетно дугог периода изградње, забележено је да је Гауди изјавио: "Мој клијент није у журби". Када је Гауди је умро 1926. године, базилика је била између 15 и 25 процената комплетна. Након Гаудијеве смрти, рад је настављен под руководством Доминик Суграњес И Граса до прекида Шпанског грађанског рата 1936. године.
Делови недовршене базилике, као и Гаудијеви модели и радионице уништени су током рата од стране каталонских анархиста. Садашњи дизајн је заснован на реконструисаним верзијама планова који су спаљени у пожару као и на модерним адаптацијама. Од 1940. године архитекти Франческо Квинтана, Исидре Пуиг Боада, Луис Бонет И Гари и Франческо Кардонер су наставили са радом. Осветљење је дизајнирао Чарлс Буигас. Тренутни директор и син Луиса Бонета, Јорди Бонет И Арменгол, од осамдесетих година уводи рачунаре у процес пројектовања и изградње. Марк Бури из Новог Зеланда служи као извршни архитекта и истраживач. Скулптуре Ј. Бускетса, Етсуро Сотоа и контроверзног Јозефа Мариа Субирача украшавају фантастичне фасаде. Јорди Фаули, рођен у Барселони, преузео је дужност главног архитекте 2012. године.
Централни свод брода завршен је 2000. године, а од тада су главни задаци изградња трансепта и апсида. Од 2006. године, рад је био концентрисан на укрштање и пратећу структуру за главни звоник Исуса Христа, као и на јужно ограђивање централног брода, који ће постати фасада Славе.
Црква дели своје место са зградом Школе Саграда Фамилије, коју је 1909. године дизајнирао Гауди за децу грађевинских радника. Пресељена је 2002. године са источног угла локације до јужног угла, и у њој се сада налази изложба.

### Статус конструкције
Главни архитекта Јорди Фаули најавио је у октобру 2015. године да је изградња завршена 70% и да је ушла у завршну фазу подизања шест огромних торњева. Торњеви и већина црквених структура треба да буду завршени до 2026. године, стогодишњице Гаудијеве смрти; украсни елементи треба да буду готови до 2030. или 2032. године. Улазнице за посетиоце од 15-20 евра финансирају годишњи буџет за изградњу од 25 милиона евра.
За убрзавање изградње зграде коришћена је технологија пројектовања помоћу рачунара. Садашња технологија омогућава да се камен обликује изван ЦНЦ глодалице, док је у 20. веку камен био ручно резан.
Године 2008. познати каталонски архитекти заговарали су заустављање градње, поштујући Гаудијеве оригиналне нацрте, који иако нису били исцрпни, али делимично уништени, само једним делом су реконструисани посљедњих година.
Године 2018, тип камена потребан за изградњу пронађен је у каменолому у Бринскалу, у близини Чорлија, Енглеска.
Крајем 2022. године на две куле постављене су скулптуре вола и лава направљене од тасоског мермера, које представљају јеванђелисте Луку и Матију.

### АВЕ тунел
Од 2013. године, АВЕ брзи возови пролазе близу Саграде Фамилије кроз тунел који се налази испод центра Барселоне.
Изградња тунела, која је почела 26. марта 2010. године, била је контроверзна. Министарство јавних послова Шпаније (Министерио де Фоменто) је тврдило да пројекат не представља ризик за цркву. Инжењери и архитекте Саграда Фамилије нису се сложили, тврдећи да нема гаранције да тунел неће утицати на стабилност зграде. Управни одбор Саграда Фамилије (Патронат де ла Саграда Фамилиа) и суседна асоцијација АВЕ пел Литорал водили су кампању против ове руте за АВЕ, али без успеха.
У октобру 2010. године, машина за бушење тунела стигла је до цркве под земљом испод локације главне фасаде зграде. Могућност коришћења тунела започета је 8. јануара 2013. Траса у тунелу користи систем Едилона Седре, у којем су шине уграђене у еластични материјал за пригушивање вибрација. До сада није пријављена никаква штета нанета Саграда Фамилији.

### Освештање
Главни брод био је покривен и орган је инсталиран средином 2010. године, што је омогућило да се још увек недовршена зграда користи за верске службе. Цркву је освештао папа Бенедикт XVI, 7. новембра 2010. године пред скупином од 6.500 људи. Још 50.000 људи пратило је мису изван базилике, где је било више од 100 бискупа и 300 свештеника који су пружали свети Причест. Почевши од 9. јула 2017. године, у базилици се сваке недеље и сваког празника, у 9 сати, одржава међународна миса, отворена за јавност (док се црква не попуни). Повремено се миса обавља у другим ситуацијама, где присуство захтева позив. Када су планиране мисе, упутства за добијање позива постављају се на веб страницу базилике. Поред тога, посетиоци се могу молити у капели Блаженог Сакрамента и Покоре.

### Пожар
Дана 19. априла 2011. године, један пироман започео је малу ватру у сакристији која је изазвала евакуацију туриста и грађевинских радника. Сакристија је оштећена, а било је потребно 45 минута да се пожар угаси.

## Дизајн
Стил Саграда Фамилије се разликује од шпанске касне готике, каталонског модернизма, сецесије или каталонског ноуцентизма. Када се Саграда Фамилија налазила у периоду сецесије, Николаус Певснер истиче да је, заједно са Чарлс Рене Мекинтошем из Гласгова, Гауди носио сецесивни стил далеко изван своје уобичајене примене као површинског украса.

### План
Иако никада није била намера да буде катедрала (седиште бискупа), зграда Саграда Фамилије планирана је да буде величине катедрале. Његова основа доводи се у везу са ранијим шпанским катедралама, као што је Катедрала у Бургосу, Леонска катедрала и Севиљска катедрала. Заједно са каталонском и многим другим европским готичким катедралама, Саграда Фамилија је кратка у односу на ширину, и поседује велику комплексност делова, који обухватају двоструке пролазе, амбуланту са апсидом од седам капела, мноштво звоника и три портала, сваки веома различит по својој структури, као и украсу. Иако је уобичајено да катедрале у Шпанији буду окружене бројним капелама и црквеним зградама, план ове цркве има необичну особину - покривени пролаз или клаустер који формира правоугаоник који окружује цркву и пролази кроз нартекс сваког од три портала. Уз ову посебност, план, под утицајем Виларове крипте, једва да наговештава комплексност Гаудијевог дизајна или његова одступања од традиционалне црквене архитектуре. Нема тачних правих углова који се могу видети унутар или изван цркве, већ само неколико равних линија у дизајну.

### Врх торња
Гаудијев оригинални дизајн указује на укупно осамнаест торњева, који у растућој висини представљају висине Дванаест апостола, Девице Марије, четири еванђелиста и, највиши од свих, Исуса Христа. Осам торњева изграђено је од 2010. године, што одговара висинама четири апостола на фасади Рођења и четири апостола на фасади Пасије.
Према "Извештају о радовима" из 2005. године на званичном сајту пројекта, цртежи које је потписао Гауди и који су недавно пронађени у Општинским архивима, указују да је Гаудијев врх Богородице заправо био краћи од оних еванђелистичких. Висина врха ће следити Гаудијеву намеру, која ће се према извештају уклопити са постојећим темељом.
Торњеви еванђелиста биће надвишени скулптурама њихових традиционалних симбола: крилатог бика (Свети Лука), крилатог човека (Свети Матеј), орла (Свети Јован) и крилатог лава (Свети Марко). Централни врх Исуса Христа треба да се надвлада огромним крстом; његова укупна висина (170 m) биће за један метар мања од брда Монжуик у Барселони, јер је Гауди веровао да његова креација не би требало да надмаши Бога. Доњи врхови садрже снопове пшенице и калеже са гроздовима, који представљају Евхаристију (причешће). Планови захтевају да се у торњеве поставе цеваста звона, која би силом ветра звук простирала у унутрашњост цркве. Гауди је извео акустичне студије како би постигао одговарајуће акустичне резултате унутар храма. Међутим, тренутно постоји само једно звоно.
Завршетак торњева ће учинити Саграда Фамилију највишом црквом на свету.

### Ентеријер
План цркве је латински крст са пет пролаза. Сводови централног брода простиру се до четрдесет пет метара (148 стопа), док се сводови бочних бродова крећу до тридесет метара (98 стопа). Попречни брод има три пролаза. Колоне се налазе на мрежи од 7,5 m. Међутим, стубови апсиде, ослоњени на Вилларову основу, не приањају на решетку, захтевајући да део колона покривеног шеталишта пређе у мрежу и на тај начин створи узорак облика потковице у односу на распоред тих стубова. Прелаз се ослања на четири централна стуба порфира који подржавају велики хиперболоид окружен са два прстена од дванаест хиперболоида (тренутно у изградњи). Централни свод досеже шездесет метара (200 стопа). Апсида је затворена хиперболоидним трезором који досеже седамдесет пет метара. Гауди је намеравао да посетилац који стоји на главном улазу може да види сводове брода, прелаза и апсиде; тиме се постепено повећава галерија цркве.
У поду апсиде постоје празнине и пружају поглед у крипту, која се налази испод.
Стубови унутрашњости су јединствен Гаудијев дизајн. Осим гранања које подржавају њихово оптерећење, њихове стално мењајуће површине резултат су пресека различитих геометријских облика. Најједноставнији пример је квадратна база која се развија у октагон када се колона уздиже, затим шеснаестострани облик, и на крају у круг. Овај ефекат је резултат тродимензионалног укрштања хеликоидних колона (на пример, квадратни пресек колоне која се увија у смеру казаљке на сату и сличан обрт у супротном смеру).
У суштини ниједна унутрашња површина није равна; орнаментика је свеобухватна и богата, која се састоји од великог дела апстрактних облика који комбинују глатке кривине и назубљене тачке. Чак и детаљни радови, као што су ограде од гвожђа за балконе и степенице, пуни су бујне обраде.

### Симболизам
Теме кроз разне декорације укључују речи из литургије. Торњеви су украшени речима као што су "Хосана", "Екцелсис" и "Санктус"; велика врата фасаде Пасије репродукују одломке Исусових мука из Новог завета на разним језицима, углавном каталонским; Фасада Славе треба да буде украшена речима апостолске вероисповести, док њена главна врата репродукују читаву Господњу молитву на каталонском језику, окружену вишеструким варијацијама "Хлеб наш насушни дај нам данас" на другим језицима. Три улаза симболизују три врлине: Веру, Наду и Љубав. Свака од њих је такође посвећена делу Христовог живота. Фасада Рођења је посвећена његовом рођењу; постоји и чемпрес који симболизује дрво живота. Фасада "Слава" посвећена је његовој слави. Фасада Пасије је симбол његове патње. У апсиди се налази католичка молитва "Здраво Маријо". Целокупно Саграда Фамилија је симбол Христовог живота.
Подручја уточишта ће бити одређена тако да представљају различите концепте, као што су свеци, врлине и грехови, и секуларни концепти као што су региони, вероватно праћени украсима у складу са концептом.

### Гробнице
- Јозеф Мариа Бокабел
- Антони Гауди

## Галерија фотографија
- Детаљ фасаде
- Модел цркве
- У изградњи
- Врхови торњева
- Детаљ стуба
- Фасада цркве
- Детаљи украсне пластике на фасади
- Унутрашњост базилике
- Унутрашњост базилике
- Унутрашњост базилике
- Унутрашњост базилике